# Karol Majewski

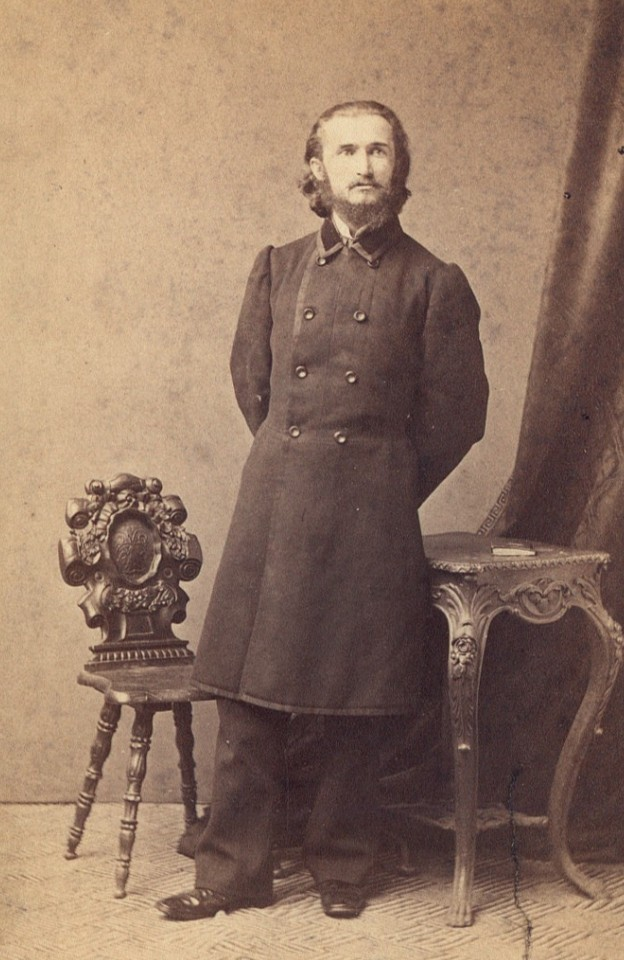
Karol Majewski zur Zeit des Januaraufstandes in Polen um 1863/64 im Alter von 30 Jahren

Karol Konstanty Majewski (* 17. März 1833; † 28. September 1897) war ein polnischer Politiker, Freiheitskämpfer sowie Mitglied und Anführer der Nationalregierung im Januaraufstand von 1863/64 im „Königreich Polen“, das sich zu damaliger Zeit in der dem Russischen Zarenreich einverleibten Provinz Weichselland befand. 
Als Student der medizinisch-chirurgischen Akademie in Warschau war er 1860 Organisator des Akademischen Komitees (polnisch Komitet Akademicki), einer von ihm gegründeten studentischen Untergrundorganisation. 1862 wurde er Mitglied der Dörflichen Direktion (Dyrekcja Wiejska), einem Organ zur Koordinierung der Tätigkeiten der Weißen Partei (Stronnictwo białych). Vom 14. Juni bis 17. September 1863 leitete Karol Majewski (als Dreißigjähriger) die Arbeiten der polnischen Nationalregierung im Untergrund. Als er verhaftet wurde, wurden seine Mitstreiter durch seine Aussagen schwer belastet. 1866 wurde er nach Sibirien deportiert, von wo er nach 14 Jahren 1880 zurückkehrte. Am 28. September 1897 starb er im Alter von 64 Jahren.